# Willi Fuhrmann
Willi Fuhrmann (* 4. Juli 1944 in Neumühl, Kehl; † 27. Juli 2018 in Oberwart) war ein österreichischer Politiker (SPÖ). Fuhrmann war von 1987 bis 1998 Abgeordneter zum Österreichischen Nationalrat und von 1998 bis 2001 Richter am Europäischen Gerichtshof für Menschenrechte.

## Ausbildung und Beruf
Fuhrmann besuchte nach der Volksschule ein humanistisches Gymnasium in Baden bei Wien, das er 1962 mit der Matura abschloss. Er leistete seinen Präsenzdienst ab, studierte Zeitungswissenschaften und schloss sein Studium der Rechte an der Universität Wien 1970 mit dem akademischen Grad Dr. iur. ab. Während seines Studiums war Fuhrmann als Journalist und Versicherungskaufmann tätig und absolvierte nach dem Ende seines Studiums die Gerichts- und Rechtsanwaltspraxis. 1976 eröffnete er eine eigene Anwaltskanzlei in Baden und arbeitete ab 1984 auch als Prüfungskommissär für die Rechtsanwaltsprüfung beim Oberlandesgericht Wien.

## Politik
Fuhrmann begann seine politische Karriere zwischen 1980 und 1990 als Gemeinderat in Baden und wirkte zwischen 1985 und 1988 zudem als Stadtrat. Von 1988 bis 1990 hatte er das Amt des Vizebürgermeisters inne. Fuhrmann war innerparteilich zudem Vorsitzender der Bezirksorganisation der SPÖ Baden, Mitglied des Landesparteivorstandes und des Landesparteipräsidiums sowie Mitglied des Bundesparteivorstandes. Er vertrat die SPÖ ab dem 24. November 1987 im Nationalrat und hatte zwischen 1990 und 1994 das Amt des Klubobmanns des SPÖ-Parlamentsklubs inne. Zudem war er Justizsprecher der SPÖ und 1994 Mitglied der österreichischen Delegation zur Parlamentarischen Versammlung des Europarates.
Im Jänner 1998 wurde Fuhrmann von der Parlamentarischen Versammlung des Europarats zu einem der 40 Richter des neuen Europäischen Gerichtshofs für Menschenrechte gewählt. Fuhrmann kündigte daraufhin an, im Zuge seines Wechsels nach Straßburg aus seiner Anwaltskanzlei auszuscheiden und sein Nationalratsmandat zurückzulegen. Mit dem 16. September 1998 legte Fuhrmann schließlich sein Nationalratsmandat zurück. Fuhrmann schied mit dem 30. Oktober 2001 als Richter des Europäischen Gerichtshofs für Menschenrechte aus, nachdem ihn die ÖVP/FPÖ-Bundesregierung nicht für eine neuerliche Amtszeit nominiert hatte. Dieser Schritt, neben Österreich hatte lediglich Moldawien seinen Richter ausgetauscht, führte zu heftiger Kritik des amtierenden Gerichtshofs-Präsidenten Luzius Wildhaber, der Fuhrmann als „ausgezeichnet bewährt“ gelobt und auf dessen Wiederbestellung gedrängt hatte. Von der Opposition wurde die Nichtnominierung Fuhrmanns ebenso als parteipolitisch motiviert kritisiert wie von Wildhaber selbst. Wildhaber lehnte in der Folge im März 2001 zunächst auch den von der Bundesregierung eingebrachten Dreiervorschlag, auf dem Fuhrmann nicht berücksichtigt worden war, ab. Letztendlich wurde jedoch Elisabeth Steiner am 25. April 2001 zu seiner Nachfolgerin gewählt.
Nach seiner Rückkehr nach Österreich trat Fuhrmann 2006 aus der SPÖ aus und teilte der Presse mit, dass er sich „in den schwierigsten Situationen“ seines Lebens „von den Parteifreunden verlassen gefühlt“ hatte. Er war zu diesem Zeitpunkt bereits aus gesundheitlichen Gründen in Pension und von Niederösterreich ins Burgenland übersiedelt.

## Auszeichnungen
- 1996: Großes Goldenes Ehrenzeichen mit dem Stern für Verdienste um die Republik Österreich[5]